# Konami Kanata
Konami Kanata (こなみかなた, Kanata Konami) est une mangaka japonaise née le 3 juillet 1958 à Nagano (préfecture de Nagano). Les œuvres de Kanata racontent la vie de chats d'appartement. Ses deux séries les plus connues sont Choubi-Choubi : Mon chat pour la vie et Chi : Une vie de chat.
Kanata publie son premier manga, Puchi neko jamu jamu, en 1982 dans le magazine Nakayoshi, édité par Kōdansha. Il s'agit déjà d'une histoire de chat. Elle commence à travailler en 1986 sur les aventures de Choubi-Choubi (Fuku-Fuku en japonais), un gros chat paresseux. La série Choubi-Choubi : Mon chat pour la vie rencontre le succès et est publiée par Kōdansha dans le magazine Me de 1988 à 1994 puis dans le magazine Be Love de 1994 jusqu'à la fin de la série en 2004. Kanata travaille ensuite sur la série Chi : Une vie de chat qui raconte les aventures de Chi, petite chatte qui a perdu sa mère et qui est adoptée par une famille. Le premier tome paraît en 2004 dans Morning, autre magazine édité par Kōdansha. Le succès est au rendez-vous et le manga est adapté en anime par Madhouse en 2008. En 2014, Kanata raconte la jeunesse de Choubi-Choubi dans Choubi Choubi : Mon chat tout petit.

## Œuvres
- Les Chaventures de Taï & Mamie Sue, (スーと鯛ちゃん), 
  - tome 1, nobi nobi !, 2019  (ISBN 978-2373492910)
  - tome 2, nobi nobi !, 2020  (ISBN 978-2373494143)
- Choubi-Choubi, (ふくふくふにゃ〜ん)
  - Choubi-Choubi : Mon chat tout petit, tome 1, éditions Soleil, 2015  (ISBN 978-2302048201)
  - Choubi-Choubi : Mon chat tout petit, tome 2, éditions Soleil, 2016  (ISBN 978-2302049888)
  - Choubi-Choubi : Mon chat pour la vie, tome 1, éditions Soleil, 2016  (ISBN 978-2302049871)
  - Choubi-Choubi : Mon chat pour la vie, tome 2, éditions Soleil, 2016  (ISBN 978-2302051089)
  - Choubi-Choubi : Mon chat pour la vie, tome 3, éditions Soleil, 2016  (ISBN 978-2302053984)
  - Choubi-Choubi : Mon chat pour la vie, tome 4, éditions Soleil, 2016  (ISBN 978-2302056107)
  - Choubi-Choubi : Mon chat pour la vie, tome 5, éditions Soleil, 2017  (ISBN 978-2302059917)
  - Choubi-Choubi : Mon chat pour la vie, tome 6, éditions Soleil, 2017  (ISBN 978-2302062498)
  - Choubi-Choubi : Mon chat pour la vie, tome 7, éditions Soleil, 2019  (ISBN 978-2302071247)
  - Choubi-Choubi : Mon chat pour la vie, tome 8, éditions Soleil, 2019  (ISBN 978-2302077973)